# Khướu đất đuôi cụt Pigmi
Pnoepyga pusilla là một loài chim trong họ Pnoepygidae.